# NGC 2131
NGC 2131 (również PGC 18172) – galaktyka nieregularna (IBm), znajdująca się w gwiazdozbiorze Zająca. Odkrył ją John Herschel 20 stycznia 1835 roku.